# Феррейра дос Сантос, Раванелли
Раване́лли Ферре́йра дос Са́нтос (порт. Ravanelli Ferreira dos Santos; род. 29 августа 1997 года, Кампинас, штат Сан-Паулу), более известный как Раванелли — бразильский футболист, полузащитник российского клуба «Ахмат», выступающий на правах аренды за клуб «Сан-Бернарду».

## Клубная карьера
Воспитанник академии футбольного клуба «Понте-Прета». В 2016 году был переведён во взрослую команду. Его дебют в национальном первенстве Бразилии состоялся 15 мая того же года во встрече с «Фигейренсе». Свой первый мяч за родной клуб забил уже в следующей игре, 21 мая против «Палмейраса». Всего в своём дебютном сезоне принял участие в четырнадцати матчах чемпионата. В следующем сезоне использовался в ротации состава.
20 июня 2017 года подписал контракт с грозненским «Ахматом» сроком на четыре года.. В тот же день принёс своей новой команде победу в дебютном, товарищеском матче против азербайджанского «Карабаха» (1:0), забив победный мяч на 86-й минуте.
В мае 2019 года Раванелли травмировал крестообразную связку и выбыл на шесть месяцев.
В августе 2020 года перешел в «Атлетико Паранаэнсе» на правах аренды до февраля 2021 года, и бразильский клуб может воспользоваться правом выкупа игрока.

## Статистика выступлений
| Выступление      | Выступление      | Выступление      | Лига | Лига | Кубок страны | Кубок страны | Кубок лиги | Кубок лиги | Интеркубки | Интеркубки | Итого | Итого |
| Клуб             | Лига             | Сезон            | Игры | Голы | Игры         | Голы         | Игры       | Голы       | Игры       | Голы       | Игры  | Голы  |
| ---------------- | ---------------- | ---------------- | ---- | ---- | ------------ | ------------ | ---------- | ---------- | ---------- | ---------- | ----- | ----- |
| Понте-Прета      | Серия A          | 2016             | 14   | 2    | 4            | 0            | 0          | 0          | 0          | 0          | 18    | 2     |
| Понте-Прета      | Серия A          | 2017             | 3    | 0    | 2            | 0            | 0          | 0          | 1          | 0          | 6     | 0     |
| Понте-Прета      | Итого            | Итого            | 17   | 2    | 6            | 0            | 0          | 0          | 1          | 0          | 24    | 2     |
| Ахмат            | РПЛ              | 2017/2018        | 12   | 1    | 1            | 0            | —          | —          | —          | —          | 13    | 1     |
| Ахмат            | РПЛ              | 2018/2019        | 17   | 4    | 2            | 0            | —          | —          | —          | —          | 19    | 4     |
| Ахмат            | РПЛ              | 2019/2020        | 5    | 0    | 1            | 0            | —          | —          | —          | —          | 6     | 0     |
| Ахмат            | Итого            | Итого            | 34   | 5    | 4            | 0            | 0          | 0          | 0          | 0          | 38    | 5     |
| Всего за карьеру | Всего за карьеру | Всего за карьеру | 51   | 7    | 10           | 0            | 0          | 0          | 1          | 0          | 62    | 7     |